# اف‌جی‌ام-۱۴۸جاولین
اف‌جی‌ام-۱۴۸ جاولین (به انگلیسی: FGM-148 Javelin) گونه‌ای موشک هدایت شونده ضدتانک و ضد نفربر قابل حمل و شلیک توسط نفر پیاده ساخت ایالات متحده آمریکا است. جاولین (به معنی زوبین) نخستین موشک ضد زره قابل حمل توسط نفر پیاده با قابلیت شلیک و بعد هیچ است که از سوی ارتش آمریکا به کار برده شده‌است.

## چکیده مشخصات و عملکرد موشک
جاولین موشکی با قابلیت شلیک و بعد هیچ است که پیش از شلیک توسط کاربر (فرد شلیک کننده) به اصطلاح روی هدف قفل می‌کند و دارای سامانه هدف یابی خودکار است. این موشک دارای قابلیت حمله از بالا به هدف خود می‌باشد، بدین صورت که ابتدا موشک مسافتی را به سمت بالا طی می‌کند و سپس به بخش بالای هدف شیرجه می‌رود. با توجه به اینکه معمولاً زره بالای تانک از بخش‌های دیگر آن ضعیفتر است، حمله از بالا احتمال بالاتری برای از بین بردن تانک دارد. این موشک قابلیت حمله مستقیم جهت انهدام سنگر یا ساختمان و همچنین موقعیت‌هایی که امکان حمله از بالا وجود ندارد نظیر شلیک از داخل یک ساختمان را نیز دارد. این موشک همچنین قابلیت انهدام بالگردها را در حالت حمله مستقیم دارد. این موشک در حالت حمله از بالا حداکثر ۱۵۰ متر و در حالت حمله مستقیم ۵۰ متر از سطح زمین ارتفاع می‌گیرد. جاولین مجهز به سامانه رهگیری هدف با روش پردازش تصویر فرو سرخ است. سرجنگی دو مرحله‌ای این موشک مجهز به دو خرج متمرکز است که اولی زره واکنشی انفجاری تانک را از بین می‌برد و دومی زره اصلی تانک را منهدم می‌سازد. موشک جاولین به‌طور گسترده‌ای در تهاجم به عراق در سال ۲۰۰۳ به کار رفت و باعث انهدام تعداد زیادی تانک تی-۷۲ و تایپ-۶۹ عراق شد.
این موشک ابتدا توسط مکانیسم شلیک نرم از لوله پرتاب‌کننده به بیرون پرت می‌شود، سپس پس از اینکه از پرتاب‌کننده فاصله مناسبی پیدا کرد، موتور راکت آن روشن می‌شود. این قابلیت باعث می‌شود تا شناسایی محل شلیک‌کننده توسط دشمن دشوار شود، همچنین امکان شلیک موشک از داخل ساختمان نیز فراهم گردد. با این وجود موج انفجاری که از پشت لوله پرتاب‌کننده خارج می‌شود برای افرادی که در نزدیکی آن هستند خطرناک است. با توجه به قابلیت شلیک و بعد هیچ این موشک، افرادی که آن را شلیک کرده‌اند می‌توانند محل شلیک را به سرعت ترک کنند تا از سوی دشمن شناسایی نگردند.
این موشک غالباً توسط دو نفر استفاده می‌شود که یکی شلیک‌کننده و دیگری حمل‌کننده مهمات است، اگر چه در موقعیت‌های اضطراری امکان حمل و شلیک آن توسط یک نفر نیز وجود دارد. زمانیکه که شلیک‌کننده مشغول هدفگیری و شلیک موشک است، حمل‌کننده مهمات در پی اهداف دیگر می‌گردد و همچنین مراقب خطرات احتمالی از سوی دشمن است.

## سامانه رهگیری هدف

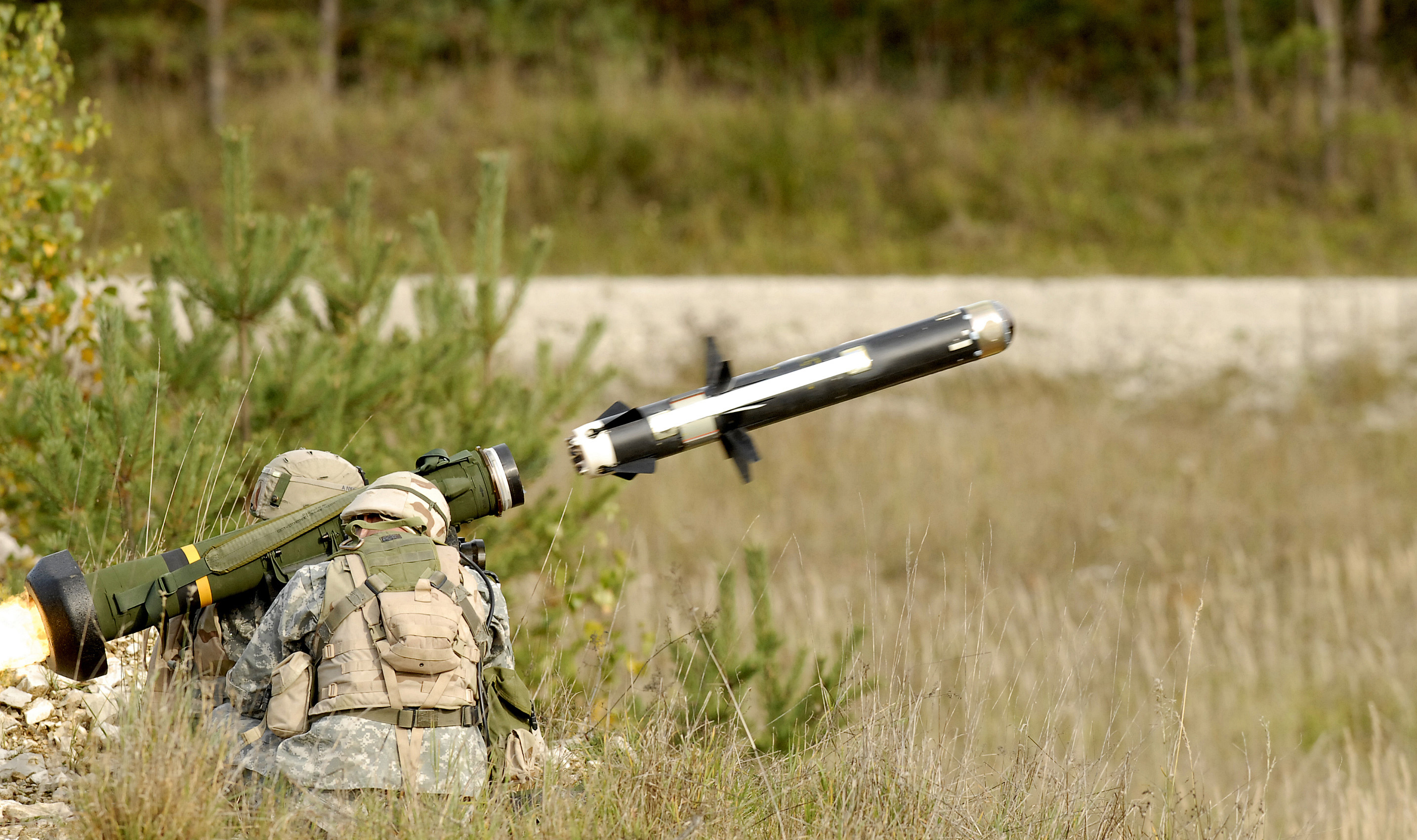
نمایی از شلیک موشک

نکته متمایزکننده این موشک از دیگر موشک‌های ضدزره هدایت‌شونده به‌ویژه در سال‌های طراحی و ساخت این موشک (۱۹۸۹–۱۹۹۶)، بهره‌گیری از فناوری پردازش تصویر طیف نوری فرو سرخ جهت رهگیری هدف بود. به‌طوری‌که این موشک قادر است پس از جدا شدن از پرتاب‌کننده تمام عملیات رهگیری هدف را به صورت خودکار و به‌طور مستقل انجام دهد.
بخش‌های اصلی سامانه رهگیری هدف در این موشک به شرح زیر هستند:
- حسگر نوری

حسگر نوری این موشک یک حسگر آرایه‌ای مستطیلی به ابعاد ۶۴ در ۶۴ واحد حس‌کننده نور فرو سرخ طول موج بلند است. این حسگر از نوع جیوه-کادمیم-تلوریم است. مجموعه حسگر در بخش سر موشک داخل یک نیم کره شفاف نسبت به نور فرو سرخ قرار دارد. میزان نور دریافتی هر واحد حسگر متناسب با بار الکتریکی ذخیره شده در آن واحد می‌باشد. یک مدار الکترونیکی که در پشت مجموعه حسگر جاسازی شده‌است، وظیفه خواندن بار الکتریکی کلیه ۴۰۹۶ واحد نوری و تبدیل آن به یک سیگنال مناسب برای واحد پردازش‌کننده را به عهده دارد.
- بخش خنک‌کننده حسگر

با توجه به اینکه حسگرهای جیوه-کادمیم-تلوریم برای عملکرد مناسب و دریافت سیگنال با اغتشاش کم می‌بایست در دمای حدود ۷۷ درجه کلوین قرار بگیرند، از اینرو یک سامانه خنک‌کننده با استفاده از نیتروژن مایع تحت فشار در طول زمان پرواز موشک که بیشینه آن حدود ۹ ثانیه می‌باشد، وظیفه خنک کردن حسگر را به عهده دارد.
- بخش ثابت نگهدارنده موقعیت حسگر

با توجه به اینکه می‌بایست همواره جهت دید حسگر رو به هدف باشد، سامانه ثابت نگهدارنده موقعیت، حسگر را طوری در داخل محفظه نگاه می‌دارد که تکان‌های موشک و حرکات ناگهانی آن دید حسگر را مختل نکند. این سامانه از یک جیمبال، شتاب سنج‌ها، ژیروسکوپ جرمی چرخشی و موتورهایی برای تصحیح موقعیت حسگر، تشکیل شده‌است. این سامانه را می‌توان به‌طور کلی یک خلبان خودکار نامید.
- بخش کنترل رهگیری

این بخش دارای یک پردازشگر سیگنال دیجیتال می‌باشد که با الگوریتم‌های پردازش تصویر، محل هدفی را که پیش از شلیک توسط کاربر معین شده‌است، از روی تصویر دریافتی از حسگر نور فرو سرخ تشخیص می‌دهد و فرمان لازم را به بخش کنترل جهت حرکت موشک صادر می‌کند تا جهت حرکت موشک همواره رو به هدف از پیش معین شده بماند. این الگوریتم‌های پردازش تصویر شامل تشخیص الگو و برخی الگوریتم‌های دیگر می‌باشد. ضمناً این بخش، حرکت موشک را بسته به اینکه حالت حمله از بالا یا حمله مستقیم انتخاب شده باشد، تنظیم می‌کند.

## استفاده‌کنندگان
- استرالیا: ۹۲ پرتاب کننده[۱۴]
- بحرین: ۱۳ پرتاب کننده[۱۵]
- کانادا: ۲۰۰ پرتاب کننده[۱۶]
- جمهوری چک: ۳ پرتاب‌کننده و ۱۲ موشک برای استفاده در افغانستان[۱۷]
- ایرلند: ۳۶ پرتاب کننده
- اردن: ۳۰ پرتاب‌کننده و ۱۱۰ موشک[۲]
- لیتوانی: ۴۰ پرتاب کننده
- زلاند نو: ۲۴ پرتاب‌کننده و ۱۲۰ موشک
- نروژ: ۱۰۰ پرتاب‌کننده و ۵۲۶ موشک
- عمان: در ژوئیه ۲۰۰۸، شرکت ریتیون قراردادی به ارزش ۱۱۵ میلیون دلار برای فروش این موشک به عمان و امارات متحده عربی امضا کرد[۱۸]
- پاکستان: ۵,۰۱۰ پرتاب کننده
- تایوان: ۴۰ پرتاب‌کننده و ۳۶۰ موشک[۱۹]
- امارات متحده عربی: رجوع شود به عمان
- بریتانیا: در سال ۲۰۰۳، وزارت دفاع بریتانیا اعلام کرد قصد دارد این موشک را جایگزین موشک‌های میلان و سوینگ‌فایر کند.[۲۰]
- ایالات متحده آمریکا
- اوکراین
- در سال ۲۰۰۳، دولت آمریکا اعلام کرد که ۳۶ عدد پرتاب‌کننده موشک زوبین در عراق گم شده‌است.[۲۱] روزنامه نیویورک تایمز سپس گزارش داد که ممکن است، این تسلیحات در دست گروه‌های تروریستی افتاده باشد.[۲۲]